# Bécasseau minute
Calidris minuta
Espèce
Statut de conservation UICN

 LC  : Préoccupation mineure
Le Bécasseau minute (Calidris minuta) est une espèce de petits oiseaux limicoles de la famille des Scolopacidae et à la sous-famille des Calidridinae. Son nom fait allusion à sa petite taille.

## Description

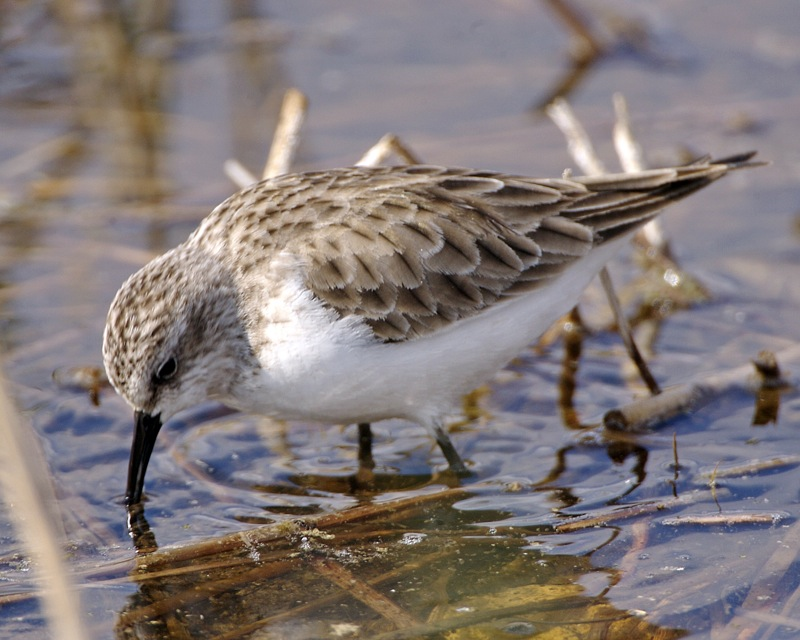
plumage d'hiver

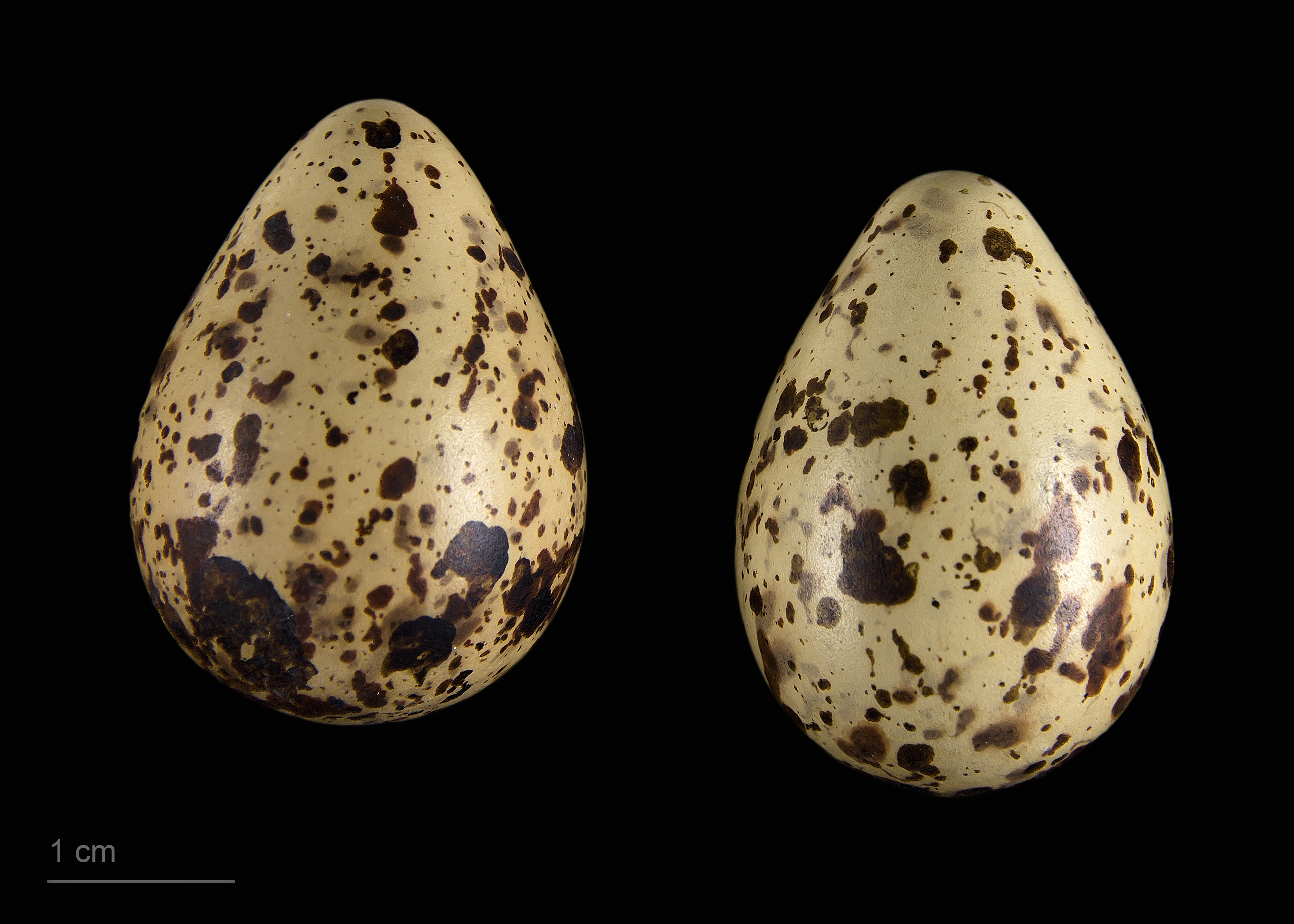
Œufs de Calidris minuta - Muséum de Toulouse

Ce bécasseau mesure de 12 à 14 cm. Ses pattes sont noires et ne présentent pas de palmure. La projection des rémiges primaires est courte à moyenne.
Son plumage nuptial est très vif en raison des couleurs chaudes des parties supérieures et de sa face chamois orangé contrastant avec la gorge et l'ensemble des parties inférieures blanc pur.

## Habitat
Le Bécasseau minute niche sur les sols secs à proximité des zones marécageuses et des lagunes littorales dans des biotopes où le saule herbacé est souvent présent.
En migration, il fréquente les vasières et les lagunes côtières mais aussi les plans d'eau intérieurs.

## Alimentation
Le Bécasseau minute se nourrit en se déplaçant sur les vasières et en picorant rapidement. Parfois, il sonde le substrat.

## Protection

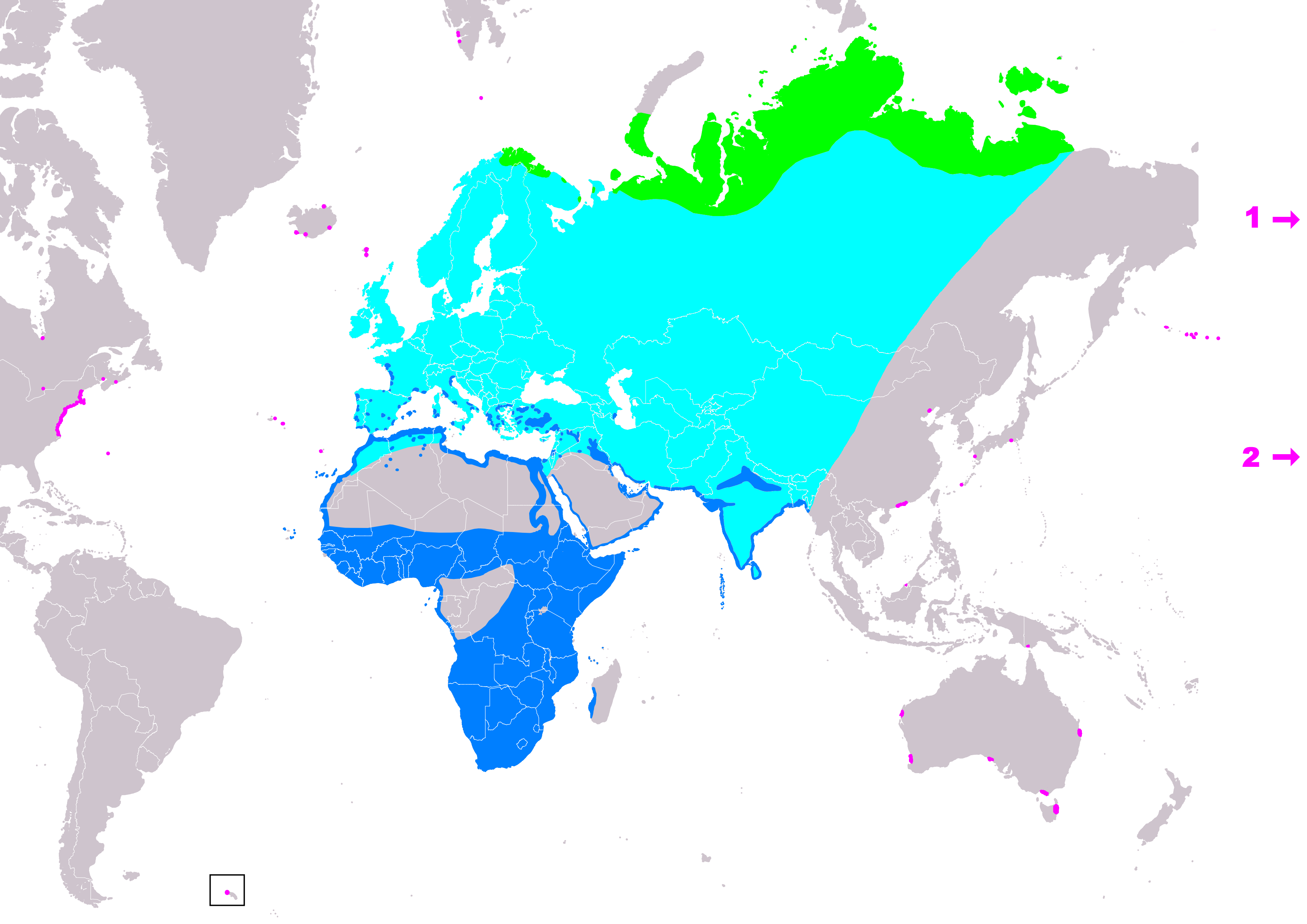

Le Bécasseau minute bénéficie d'une protection totale sur le territoire français depuis l'arrêté ministériel du 17 avril 1981 relatif aux oiseaux protégés sur l'ensemble du territoire. Il est donc interdit de le détruire, le mutiler, le capturer ou l'enlever, de le perturber intentionnellement ou de le naturaliser, ainsi que de détruire ou enlever les œufs et les nids, et de détruire, altérer ou dégrader son milieu. Qu'il soit vivant ou mort, il est aussi interdit de le transporter, colporter, de l'utiliser, de le détenir, de le vendre ou de l'acheter.

## Source
- Taylor D. (2006) Guide des limicoles d'Europe, d'Asie et d'Amérique du Nord. Delachaux & Niestlé, Paris, 224 p.